# Projet Resolve
Le Projet Resolve est un programme de la marine royale canadienne visant à remplacer les navires de la classe Protecteur, en attendant les navires de la classe Queenston, qui eux doivent entrer en fonction d'ici 2021-2022. Le navire issu du programme, le MV Asterix, est une première canadienne en termes de conception et de fabrication, puisque ce navire est le plus gros jamais construit dans l'histoire de la marine militaire. 
Le bateau a été conçu par NavTech et Rolls Royce Marine et construit aux chantier naval Davie à Lévis au Québec. Le gouvernement canadien va louer le navire pour 668 millions de dollars sur une période de deux fois cinq ans avec la possibilité d'achat par la suite. Plus de 996 compagnies dont 814 du Québec, ont participé activement au développement du navire depuis 2012. Une partie de navire a été construit en Finlande et en Norvège.  
Deux autres pays de l'Organisation du traité de l'Atlantique nord,  sont à la recherche d'un navire similaire construit par le chantier Davie. Le navire a couté 500 millions à construire comparativement à deux milliards pour le même type. Le navire a été conçu en 14 mois grâce à l'architecte naval canadien de renom Paul E. Barbeau. 

## Conception
Le navire de la classe Resolve est une première canadienne dans sa conception et sa méthode de fabrication. Le navire a été conçu pour accueillir deux navires LCVP (Landing Craft, Vehicle and Personnel) lors d'opérations humanitaires. Il possède deux bateaux de sauvetage rapides, quatre bateaux semi-rigides et deux bateaux de secours. Il possède un pont d'envol et un hangar double, afin d'accommoder deux hélicoptères Sikorsky CH-148 Cyclone ou un hélicoptère lourd Boeing CH-47 Chinook. Le navire est capable de transporter jusqu'à 350 passagers et possède un hôpital militaire. Lors d'opération en mer, le navire est capable de naviguer avec ses deux turbines en panne. Le navire a été modifié avec une hélice de secours multidirectionnelle. Il est capable de transporter 38 conteneurs dont 20 réfrigérés. Le navire a pour principale tâche de remplir en liquides et solides deux navires à la fois (munitions, équipements, essences etc.).   Le navire a la capacité de transporter 300 tonnes de munitions, 7 000 tonnes d'essence navale F76, 980 tonnes d'essence d'aéronefs F44 et JP5. L'hôpital militaire a une capacité de 35 lits. Le navire possède une capacité de défense anti-missile. La vitesse maximale est de 21 nœuds. Le navire possède des chambres individuelles, une première dans l'histoire de la marine royale canadienne. Effectivement, pour le même espace, la marine avait trois à cinq lits pour des matelots. Chaque chambre possède des prises Universal Serial Bus, un pupitre, l'accès à l'internet, une télévision, une toilette, une douche et une fenêtre. Le navire a le plus gros gymnase au monde pour ce type de navire. La cuisine du navire a été conçue par une firme spécialisée dans la conception de paquebot et hôtel de luxe. Le navire possède une boulangerie et une pâtisserie. L'hôpital du navire est le plus gros depuis la classe Protecteur, avec 30 lits, deux salles d'opérations, un local de dentiste et une salle de rayons-x.  
Le navire a été conçu en modulation. La transformation du porte-conteneur MS Asterix en navire auxiliaire de soutien et de ravitaillement et l'assemblage des différentes parties ont pris deux ans à réaliser.
Alors que la question de la transformation d'un second bâtiment du même type – le porte-conteneurs MV Obelix – sur le même mode est en discussion depuis quelques années (pour un contrat total de 500 M $CAN), le vice-amiral Ron Lloyd, chef d'État-major de la marine royale, déclare en janvier 2019 que la Navy est « actuellement confortable » avec l'intérim d'un seul navire, le MV Asterix en activité depuis 2018.